# Campeonato Timorense de Futebol - Segunda Divisão de 2018
A Liga Futebol Amadora - Segunda Divisão de 2018 foi a terceira edição do segundo nível do Campeonato Timorense de Futebol. Foi organizada pela Federação de Futebol de Timor-Leste e contou com 12 times participantes.
O campeão do torneio foi o Assalam F.C., que junto com o vice Lalenok United, foi promovido para a Primeira Divisão.

## Sistema de Disputa
Após a reformulação de 2017, quando 4 times foram rebaixados e apenas 3 times foram promovidos para Segunda Divisão, as equipas não mais foram divididas em dois grupos, mas jogaram entre si em um só grupo, em turno único. Ao final do torneio, as duas primeiras equipas da tabela foram promovidas para a Primeira Divisão, enquanto as duas piores foram rebaixadas.
Posteriormente, com a não realização do torneio da Terceira Divisão de 2018, o rebaixamento foi revertido.

## Equipes Participantes
Participam nesta edição os dois clubes rebaixados da Primeira Divisão de 2017 mais os três promovidos da Terceira Divisão, além dos sete clubes remanescentes da Segunda Divisão de 2017.
| Clube                   | Cidade   | Técnico          | Capitão             |
| ----------------------- | -------- | ---------------- | ------------------- |
| Aitana                  | Díli     |                  |                     |
| Assalam                 | Díli     |                  |                     |
| Fitun Estudante (P)     | Díli     |                  |                     |
| Kablaki                 | Same     | João Paulo       |                     |
| Lalenok United (P)      | Díli     |                  | Florencio Pereira   |
| Lero (P)                | Iliomar  |                  |                     |
| Lica-Lica Lemorai       | Viqueque | Gregório Correa  | Pepe                |
| FC Nagarjo              | Díli     | Ricardo Madeiros | Marnivio da Costa   |
| Porto Taibesse (R)      | Díli     |                  |                     |
| Santa Cruz F.C.         | Díli     | Jojo Campos      | Raimundo Sarmento   |
| Sporting Clube de Timor | Díli     |                  |                     |
| Zebra F.C. (R)          | Baucau   |                  | Helder Mota Ricardo |

## Classificação
| #  | Equipa             | J  | V | E | D | GP | GC | SG  | Pts | Classificação                         |
| -- | ------------------ | -- | - | - | - | -- | -- | --- | --- | ------------------------------------- |
| 1  | Assalam (C)        | 11 | 8 | 2 | 1 | 37 | 10 | +27 | 26  | Promovidos para 1ª Divisão de 2019    |
| 2  | Lalenok United (P) | 11 | 8 | 2 | 1 | 30 | 11 | +19 | 26  | Promovidos para 1ª Divisão de 2019    |
| 3  | Sporting           | 11 | 6 | 2 | 3 | 24 | 18 | +6  | 20  | Salvos                                |
| 4  | Zebra              | 11 | 6 | 1 | 4 | 19 | 19 | 0   | 19  | Salvos                                |
| 5  | FC Nagarjo         | 11 | 5 | 2 | 4 | 18 | 19 | −1  | 17  | Salvos                                |
| 6  | Aitana             | 11 | 4 | 4 | 3 | 17 | 15 | +2  | 16  | Salvos                                |
| 7  | Lica-Lica Lemorai  | 11 | 2 | 7 | 2 | 16 | 15 | +1  | 13  | Salvos                                |
| 8  | Fitun Estudante    | 11 | 3 | 3 | 5 | 9  | 14 | −5  | 12  | Salvos                                |
| 9  | Porto Taibesse     | 11 | 3 | 1 | 7 | 14 | 25 | −11 | 10  | Salvos                                |
| 10 | FC Lero            | 11 | 3 | 1 | 7 | 10 | 26 | −16 | 10  | Salvos                                |
| 11 | Kablaki (R)        | 11 | 1 | 4 | 6 | 11 | 18 | −7  | 7   | Rebaixados para 3ª Divisão de 2019 NT |
| 12 | Santa Cruz (R)     | 11 | 1 | 3 | 7 | 13 | 27 | −14 | 6   | Rebaixados para 3ª Divisão de 2019 NT |

Última atualização em 30 de abril de 2023
Fonte: [carece de fontes?]
Regras para classificação: 1º pontos; 2º saldo de gols; 3º gols pró.
(C) = Campeão; (R) = Rebaixado; (P) = Promovido; (O) = Vencedor do play-off; (A) = Classificado para a próxima fase. 
Somente aplicável se a temporada não tiver terminado: 
(Q) = Classificado para a fase do torneio indicada; (TQ) = Classificado para o torneio, mas não para a fase indicada; (DQ) = Desclassificado do torneio.

NT O rebaixamento dos dois times foi cancelado posteriormente, devido à não realização do torneio da 3ª Divisão de 2018 e da falta de equipas promovidas.

## Premiação
| Campeonato Timorense de Futebol - Segunda Divisão de 2018 |
| Timor-Leste                                               |
| --------------------------------------------------------- |
| Assalam F.C. Campeão (1º título)                          |

### Terceira Divisão
Este ano, não foi realizado o torneio da Terceira Divisão, não havendo times promovidos para a Segunda Divisão de 2019.

## Ligações Externas
- Liga Futebol Amadora - Página oficial no Facebook